# Рулитин
Зупинний пункт Рулитин — закрита станція на одноколійному напрямі Харків — Льгов, до 2012 року обслуговувала пристанційне селище Рулитине Біловського району Курської області та навколишні населені пункти.

## Історія
Ще в 1916 році між станціями Юсупове і Псел на місці станції Рулитин було запроєктовано роз’їзд Північно-Донецької залізниці.
Станом на 1925 рік, на цьому місці вже існував роз'їзд 90-ї версти, штат працівників якого складався з 10 осіб (начальник станції, двоє чергових по станції, 6 стрілочників та 1 сторож). В 1926 році тут зупинялися поїзди пасажирського сполучення (пасажирсько-товарні) Льгов – Ростов, була також передбачена зупинка двох воїнських потягів Основа – Льгов, які, ймовірно, пропускали зустрічні поїзди.
В 1928 році роз'їзд отримав сучасну назву, походження якої пов’язують із прізвищем тамтешнього землевласника.
Поряд із пристанційним селищем і закритим роз'їздом знаходиться велике болото, де в радянські часи видобували торф. Після Другої Світової війни торфопідприємство носило назву «Основа». За спогадами місцевих, в голодний 1947 рік працівникам торфорозробок було легше, ніж колгоспникам і навіть залізничникам, оскільки на станції Рулітин для них і їхніх дітей варили кашу та видавали житній хліб.
З 1996 року по станції не зупиняються потяги далекого пасажирського сполучення, з 2012 року — приміського пасажирського сполучення. У другій половині 90-х років колійний розвиток станції було демонтовано, а станцію — закрито.
У 2020 році в районі колишньої станції Рулитин була велика пожежа: горів ліс і торф'яне болото.
Станом на 2024 рік, роздільний пункт знаходиться на одноколійній дільниці Псел – Готня Московської залізниці, колійного розвитку та іншої інфраструктури не має.